# Chapelle Notre-Dame-de-la-Ronce
La chapelle Notre-Dame-de-la-Ronce est une chapelle située à Caumont, dans l’Eure, en Normandie. La chapelle porte également le nom de chapelle perchée à cause de sa position, sur un coteau au bord de la Seine, adossée à un chêne plusieurs fois centenaire.
Un pèlerinage s’y déroule depuis le XIXe siècle en l’honneur de la Vierge Marie le dernier mercredi du mois de mai.
Ce pèlerinage de la chapelle perchée du Bas-Caumont est depuis 2009 inscrit à l’Inventaire du patrimoine culturel immatériel en France.

## Le chêne et la chapelle de la Ronce
Le site se compose d'un chêne d’environ trois cents ans et d'une chapelle d'un style très simple construite en 1842. C’est cependant la réunion des deux éléments qui crée la particularité du site. La chapelle entoure l’arbre sur lequel était posée une statue de la Vierge Marie (voir la légende ci-dessous). L’association d’une effigie dédiée à un saint avec un élément végétal est assez courante, mais ici on a une forme plus poussée de cette association puisqu’un espace cultuel s’est développé autour de l’arbre. Cela donne un monument à la fois végétal et humain, empreint d’une véritable identité qu’il est, dans ce cas, utile de remarquer.

### La légende
La légende veut que des bûcherons, s’apprêtant à couper le chêne, découvrirent une statue de la Vierge posée sur ses branches. Ils la déplacèrent, la cachèrent, mais le lendemain, la statue avait retrouvé sa place. Ils décidèrent d’en alerter le propriétaire du lieu, qui, très pieux, décida d’y élever une chapelle.

## Le pèlerinage
La légende liée à la statue de la Sainte Vierge et cet espace cultuel particulier entraina la formation d’un pèlerinage à la chapelle perchée en 1843, pèlerinage qui fut toutefois supprimé en 1972 face à l’augmentation de la circulation routière sur le tracé de la procession, mettant en danger les pèlerins.
Le pèlerinage est réhabilité en 2008, avec un parcours modifié et raccourci par rapport au parcours original. Les fidèles partent du no 101 quai de Seine pour se rendre à la chapelle du Bas-Caumont y suivre une messe. À la sortie de celle-ci, les pèlerins prennent ensemble un verre de l’amitié. 